# Редланд-Сити
Редланд-Сити (англ. Redland City) — район местного самоуправления на юго-востоке Квинсленда, Австралия. Административный центр — город Кливленд (англ. Cleveland).

## География
Редланд-Сити протянулся вдоль южного побережья залива Мортон (англ. Moreton Bay). На севере и западе район граничит с районом районом столичного Брисбена (англ. City of Brisbane), на юге с территорией города Логан (англ. Logan City). К Редланд-сити также относится остров Норт-Страдброк и несколько более мелких островов. Площадь района составляет 537.2 км2.

## Демография
По данным переписи 2016 года, население Редланд-Сити составляло 147 010 человек. Из них 49 % были мужчины, а 51 % — женщины. Средний возраст населения составил 41 год. 72,5 % жителей Редланд-Сити родились в Австралии. Другими ответами по стране рождения были Великобритания (6.7 %), Новая Зеландия (5.4 %), ЮАР (1.7 %) и Филиппины (0.5 %).
| Год переписи | Население, человек |
| ------------ | ------------------ |
| 1947         | 5211               |
| 1954         | 7365               |
| 1961         | 10 000             |
| 1966         | 12 632             |
| 1971         | 16 672             |
| 1976         | 27 539             |
| 1981         | 42 527             |
| 1986         | 58 501             |
| 1991         | 80 690             |
| 1996         | 100 101            |
| 2001         | 117 252            |
| 2006         | 131 210            |
| 2012         | 145 336            |
| 2016         | 147 010            |
| 2018         | 156 863            |